# Редмон (Іллінойс)
Редмон (англ. Redmon) — селище (англ. village) в США, в окрузі Едґар штату Іллінойс. Населення — 137 осіб (2020).

## Географія
Редмон розташований за координатами 39°38′41″ пн. ш. 87°51′41″ зх. д. / 39.64472° пн. ш. 87.86139° зх. д. (39.644831, -87.861450).  За даними Бюро перепису населення США в 2010 році селище мало площу 0,38 км², уся площа — суходіл.

## Демографія
Згідно з переписом 2010 року, у селищі мешкали 173 особи в 78 домогосподарствах у складі 56 родин. Густота населення становила 451 особа/км².  Було 86 помешкань (224/км²).
Расовий склад населення:
| - 98,8 % — білих - 1,2 % — осіб інших рас |

До двох чи більше рас належало 0,0 %. Частка іспаномовних становила 1,7 % від усіх жителів.
За віковим діапазоном населення розподілялося таким чином: 23,1 % — особи молодші 18 років, 59,6 % — особи у віці 18—64 років, 17,3 % — особи у віці 65 років та старші. Медіана віку мешканця становила 44,4 року. На 100 осіб жіночої статі у селищі припадало 101,2 чоловіків;  на 100 жінок у віці від 18 років та старших — 95,6 чоловіків також старших 18 років.
Середній дохід на одне домашнє господарство  становив 55 700 доларів США (медіана — 50 313), а середній дохід на одну сім'ю — 68 936 доларів (медіана — 60 833). За межею бідності перебувало 4,0 % осіб, у тому числі 0,0 % дітей у віці до 18 років та 5,7 % осіб у віці 65 років та старших.
Цивільне працевлаштоване населення становило 69 осіб. Основні галузі зайнятості: виробництво — 26,1 %, освіта, охорона здоров'я та соціальна допомога — 24,6 %, транспорт — 8,7 %, науковці, спеціалісти, менеджери — 8,7 %.